# Jujutsu Kaisen 0
Jujutsu Kaisen 0  é um mangá japonês escrito e ilustrado por Gege Akutami. Originalmente intitulado Escola Técnica Superior de Jujutsu de Tokyo (東京都立呪術高等専門学校, Jujutsu Kaisen 0 Tōkyō Toritsu Jujutsu Kōtō Senmon Gakkō), serializado na revista Jump GIGA da editora Shueisha de abril a julho de 2017, depois de Akutami lançar Jujutsu Kaisen em 2018, a série foi retroativamente renomeada para Jujutsu Kaisen 0, tornando-se uma prequela, e lançado em um volume único no formato tankobon em dezembro de 2018.
A história é licenciada e publicada no Brasil pela editora Panini. Uma adaptação cinematográfica de anime feita pelo estúdio MAPPA e dirigido por Park Sung-hoo foi estreada no Japão em 24 de dezembro de 2021.

## Sinopse
O estudante colegial Yuta Okkotsu deseja ser executado porque sofre com as ações de Rika Orimoto, que foi transformada em espírito amaldiçoado. Enquanto isso, Satoru Gojo, professor que ensina a exorcizar "maldições", transfere Yuta para Escola Técnica Superior de Jujutsu de Tóquio. Tem início a prelúdio da série Jujutsu Kaisen.

## Mangá
Jujutsu Kaisen 0 foi escrito e ilustrado por Gege Akutami. A série de 4 capítulos foi publicada na revista Jump GIGA da editora Shueisha, sob o título Escola Técnica Superior de Jujutsu de Tóquio, entre as semanas de 28 de abril a 28 de julho de 2017. Posteriormente publicada em um único volume, retroativamente intitulado como Jujutsu Kaisen 0, em 4 de dezembro de 2018.
No Brasil, a Panini Comics anunciou o lançamento do volume em português em dezembro de 2020.

#### Lista de capítulos
| N.º | Japonês                | Japonês           | Português           | Português         |
| N.º | Data de lançamento     | ISBN              | Data de lançamento  | ISBN              |
| --- | ---------------------- | ----------------- | ------------------- | ----------------- |
| 0 | 04 de dezembro de 2018 | 978-4-08-881672-2 | 13 de março de 2021 | 978-65-5512-727-0 |
| \| 1. Criança Amaldiçoada (呪いの子, Noroi no Ko) 2. Trevas (黒く黒く, Kuroku Kuroku) 3. Punição aos Fracos (弱者に罰を, Jakusha ni Batsu o) 4. Escuridão Ofuscante (眩しい闇, Mabushii Yami) \| |                        |                   |                     |                   |
| 1. Criança Amaldiçoada (呪いの子, Noroi no Ko) 2. Trevas (黒く黒く, Kuroku Kuroku) 3. Punição aos Fracos (弱者に罰を, Jakusha ni Batsu o) 4. Escuridão Ofuscante (眩しい闇, Mabushii Yami)       |                        |                   |                     |                   |

## Filme
Após o final do anime Jujutsu Kaisen, uma adaptação do anime Jujutsu Kaisen 0 foi anunciada. Como aconteceu com a série de televisão Jujutsu Kaisen, o filme é produzido pela MAPPA e dirigido por Park Sung-hoo, a distribuição é feita pela Toho e foi lançado no dia 24 de dezembro de 2021 no cinemas japoneses. Segundo informações de diversos sites, o filme Jujutsu Kaisen 0 é um grande sucesso, tendo levado 4 314 027 pessoas aos cinemas nos primeiros 11 dias. Em valores, isso seria correspondente à uma arrecadação de 5 873 064 900 ienes, acumulando cerca de 50 milhões de dólares de bilheteria.

## Recepção
Jujutsu Kaisen 0 vendeu 70 774 cópias impressas em sua primeira semana.  De acordo com a Oricon, o mangá vendeu 1 640 157 do dia 23 de novembro de 2020 a 23 de maio de 2021.

### Mangá
- «Jujutsu Kaisen 0» (em japonês). na editora Shonen Jump
- «Jujutsu Kaisen 0». na editora Panini
- «Jujutsu Kaisen 0» (em japonês). no site Shonen Jump+
- Jujutsu Kaisen 0 (mangá) na enciclopédia do Anime News Network (em inglês)

### Anime
- «Página oficial do filme» (em japonês)
- Jujutsu Kaisen 0 (filme) na enciclopédia do Anime News Network (em inglês)